# 831 TCN
831 TCN là một năm trong lịch La Mã.